# رابرت سرویس (مورخ)
رابرت جان سرویس FBA (انگلیسی: Robert John Service؛ زادهٔ ۲۹ اکتبر ۱۹۴۷) مورخ، استاد دانشگاه و نویسنده انگلیسی است که در مورد تاریخ اتحاد جماهیر شوروی، به ویژه از دوران انقلاب اکتبر تا مرگ استالین، مطالب زیادی نوشته است. وی تا سال ۲۰۱۳ استاد تاریخ روسیه در دانشگاه آکسفورد، عضو کالج سنت آنتونی، آکسفورد و عضو ارشد در دانشگاه استنفورد موسسه هوور بود. وی بیشتر به خاطر نوشتن زندگینامه ولادیمیر لنین، ژوزف استالین و لئون تروتسکی شناخته شده است. وی از سال ۱۹۹۸ عضو آکادمی انگلیس است.

## مسیر حرفه ای و بازخورد
سرویس مدرک کارشناسی خود را در کالج کینگ، کمبریج گذراند و در آنجا روسی و یونانی باستان تحصیل کرد. وی برای کارهای تحصیلات تکمیلی خود به دانشگاه‌های اسکس و لنینگراد رفت و پیش از پیوستن به دانشگاه آکسفورد در سال ۱۹۹۸ در کیل و دانشکده مطالعات اسلاوی و اروپای شرقی تدریس کرد.
بین سالهای ۱۹۹۵ و ۱۹۸۶، سرویس زندگی‌نامه سه جلدی ولادیمیر لنین را منتشر کرد. وی چندین اثر از تاریخ عمومی راجع به روسیه قرن بیستم نوشت، از جمله "تاریخ روسیه قرن بیستم". او سه‌گانه زندگینامه دربارهٔ سه رهبر مهم بلشویک منتشر کرد: لنین (۲۰۰۰)، استالین (۲۰۰۴) و تروتسکی (۲۰۰۹).
زندگینامه او از تروتسکی توسط همکارش در موسسه هوور، برتراند مارک پتناوده، در کتاب مروری برای بررسی تاریخی آمریکا به شدت مورد انتقاد قرار گرفت. پتناوده، در حال بازبینی کتاب سرویس در کنار نقد اثر دیوید نورث تروتسکیست (در دفاع از لئون تروتسکی)، سرویس را متهم به ده‌ها اشتباه واقعی، ارائه نادرست شواهد و «بررسی جدی ایده‌های سیاسی تروتسکی» کرد. سرویس پاسخ داد که اشتباهات واقعی کتاب جزئی بوده و در واقع این خود پتناوده است که در آثارش به اشتباه تروتسکی را به عنوان "یک شهید بزرگوار" معرفی می‌کند. این کتاب همچنین توسط هرمان وبر مورخ آلمانی کمونیسم مورد انتقاد قرار گرفت و وی رهبری کارزاری را برای جلوگیری از انتشار این کتاب توسط ناشرش در آلمان بر عهده داشت. چهارده مورخ و جامعه‌شناس نامه ای را به این انتشارات امضا کردند. در این نامه به "انبوهی از اشتباهات واقعی"، "مفاهیم انکارناپذیر" قسمتهایی که سرویس با ریشه یهودی تروتسکی سروکار دارد، اشاره می‌شود، وی تلویحاً او را به یهود ستیزی متهم می‌کند و بیان می‌دارد که سرویس در این اثر برای بی‌اعتبار کردن تروتسکی به "فرمولهای مرتبط با تبلیغات استالینیست " برای این منظور متوسل شده است. سهرکمپ در فوریه ۲۰۱۲ اعلام کرد که ترجمه آلمانی تروتسکی از رابرت سرویس را در ژوئیه ۲۰۱۲ منتشر خواهد کرد. این کتاب در سال ۲۰۰۹ انتشار یافت و جایزه داف کوپر را از آن خود کرد.

## آثار
- حزب بلشویک در انقلاب ۱۹۱۷–۲۳: مطالعه ای دربارهٔ تغییر سازمانی (۱۹۷۹)
- لنین: یک زندگی سیاسی (در سه جلد: ۱۹۸۵، ۱۹۹۱و ۱۹۹۵)[۱]
- تاریخچه روسیه قرن بیستم (۱۹۹۷)
- تاریخ پنگوئن روسیه نوین از تزاریسم تا قرن ۲۱ (۱۹۹۷)[۵]
- تاریخچه روسیه نوین، از نیکلای دوم تا پوتین (۱۹۹۸، چاپ دوم در سال ۲۰۰۳)
- انقلاب روسیه، ۱۹۰۰–۲۷ (مطالعات تاریخ اروپا) (۱۹۹۹)
- لنین: یک زندگی (۲۰۰۰)
- روسیه: آزمایش با مردم (۲۰۰۲)
- استالین: زندگینامه (۲۰۰۴)، آکسفورد، ۷۱۵ صفحه .شابک ‎۰-۳۳۰-۴۱۹۱۳-۷ (۲۰۰۴)[۶]
- رفقا: تاریخ جهانی کمونیسم (۲۰۰۷)
- تروتسکی: زندگینامه (۲۰۰۹)[۷][۸][۹]
- جاسوسان و کمیسرها: بلشویک روسیه و غرب (۲۰۱۱)[۱۰]
- پایان جنگ سرد: ۱۹۹۱–۱۹۸۵ (۲۰۱۵)
- آخرین تزارها: نیکلاس دوم و انقلاب روسیه (۲۰۱۷)
- روسیه و جهان اسلام (۲۰۱۷)
- زمستان کرملین: روسیه و آمدن دوم ولادیمیر پوتین (۲۰۱۹)
- خون در برف: انقلاب روسیه ۱۹۱۴–۱۹۲۴ (۲۰۲۳)